# Mount Thor, Antarktis
Mount Thor är ett berg i Östantarktis, i ett område som Nya Zeeland gör anspråk på. Toppen på Mount Thor är 2 200 meter över havet.
Terrängen runt Mount Thor är kuperad åt sydväst, men åt nordost är den bergig.